# Julio Ortellado
Julio César Ortellado (n. Mariano Roque Alonso, Paraguay; 24 de mayo de 1978) es un futbolista paraguayo. Juega como delantero y actualmente su equipo es el Pilcomayo de la Cuarta División de Paraguay

## Clubes
| Club                      | País      | Año           |
| ------------------------- | --------- | ------------- |
| Deportes Antofagasta      | Chile     | 2000          |
| Rangers                   | Chile     | 2001          |
| Deportivo Recoleta        | Paraguay  | 2002          |
| Tacuary                   | Paraguay  | 2003-2005     |
| Libertad                  | Paraguay  | 2005-2006     |
| Sportivo Luqueño          | Paraguay  | 2007          |
| Libertad                  | Paraguay  | 2008          |
| Nacional                  | Paraguay  | 2008-2009     |
| Sportivo Luqueño          | Paraguay  | 2009          |
| Club Tacuary              | Paraguay  | 2010          |
| Deportes Tolima           | Colombia  | 2010          |
| General Caballero ZC      | Paraguay  | 2011          |
| Sarmiento                 | Argentina | 2012          |
| Club Rio Salado de Limpio | Paraguay  | 2013          |
| Pilcomayo                 | Paraguay  | 2015-presente |

## Palmarés

### Torneos nacionales
| Título          | Club             | País     | Año  |
| --------------- | ---------------- | -------- | ---- |
| Torneo Apertura | Sportivo Luqueño | Paraguay | 2007 |
| Torneo Apertura | Libertad         | Paraguay | 2008 |